# سن مانوئل (آریزونا)
سن مانوئل (به انگلیسی: San Manuel) یک منطقهٔ مسکونی در ایالات متحده آمریکا است که در شهرستان پاینال، آریزونا واقع شده‌است. سن مانوئل ۵۳٫۷۵ کیلومتر مربع مساحت و ۳٬۵۵۱ نفر جمعیت دارد و ۱٬۰۵۲ متر بالاتر از سطح دریا واقع شده‌است.